# Stephen Geoffreys
Stephen Geoffrey Miller, más conocido como Stephen Geoffreys (Cincinnati, Ohio, 22 de noviembre de 1964), es un actor estadounidense.

## Carrera
Stephen Geoffreys fue nominado en 1984 a los premios Tony por su actuación en el musical de Broadway "The Human Comedy". Comenzó en el cine en 1985 en la película Heaven Help Us, ese mismo año actuó en  Fright Night junto a William Ragsdale, Chris Sarandon y Roddy McDowall. En 1988 protagonizó la película 976-EVIL. En 1990 actuó en la película Moon 44. Durante la década de 1990, actuó en varias película pornográficas para homosexuales, en las cuales apareció en los créditos con diferentes nombres: Larry Bert, Stephan Bordeaux y Sam Ritter. En 2007 regresó al cine de terror en la película Sick Girl, actualmente actúa en las películas New Terminal Hotel y The Diary of Randy Rose.

## Filmografía

### Películas
- The Diary of Randy Rose (2009) .... Llamada Anónima
- New Terminal Hotel (2009) .... Don Malek
- Sick Girl (2007) .... Sr. Putski
- Seamen Training Day (2002)
- Quick Study: Sex Ed 1 (1998) .... Woodwork Teacher
- Guys Who Crave Big Cocks (1998)
- Halfway House Hunks (1998)
- Gay Men in Uniform (1998)
- Private Temptations (1998)
- Famous Again (1998)
- Transsexual Prostitutes (1997)
- Cock Pit (1997)
- Butt Blazer (1997)
- Leather Virgin (1997) .... Chico de las pizzas
- Leather Intrusion Case 2: The Spider's Kiss (1997) .... Spinner
- Black Men, White Men (1997)
- Manhunt (1997)
- Buff and Gay (1997)
- Transsexual Prostitutes 2 (1997)
- Uncut Glory (1997)
- Motel Sex (1997)
- Leather Intrusion Case 4: Down to the Wire (1997) .... Punk #1
- Leather Buddies (1997)
- The Big Screw Up (1997)
- Leather After Midnight (1996) .... Sam
- Latin Crotch Rockets (1996)
- Hunk Hotel (1996) .... Updyke
- Hell's Paradox (1996) .... Rabbit
- Just 18 and Gay (1996)
- Mechanics bi Day, Lube Job bi Night (1995)
- Virtual Stud (1995)
- Sex on the Beach (1994)
- Wild Blade (1991) .... Colt
- Tell Me Something Dirty (1991)
- Moon 44 (1990) .... Cookie
- The Road Raiders (1989) .... Einstein
- 976-EVIL (1988) .... Hoax
- The Chair (1988) .... Roach
- At Close Range (1986) .... Aggie
- Fright Night (1985) .... 'Evil' Ed Thompson
- Fraternity Vacation (1985) .... Wendell Tvedt
- Heaven Help Us (1985) .... Williams

### Series de televisión
- Amazing Stories .... Alan Webster (1 episodio: Moving day, 1987)
- The Twilight Zone .... Will (segmento "The Elevator") (1 episodio: "The Elevator", 1986)